# Cantone di Le Sillon Mosellan
Il Cantone di Le Sillon Mosellan è una divisione amministrativa dell'Arrondissement di Metz-Campagne.
È stato costituito a seguito della riforma approvata con decreto del 18 febbraio 2014, che ha avuto attuazione dopo le elezioni dipartimentali del 2015.

## Composizione
Comprende i seguenti 7 comuni:
- Hagondange
- Hauconcourt
- Maizières-lès-Metz
- La Maxe
- Semécourt
- Talange
- Woippy